# Radomsko (district)
Radomsko (powiat radomszczański) is een Pools district (powiat) in de woiwodschap Łódź. De oppervlakte bedraagt 1442,78 km², het inwonertal 115.832 (2014). 

## Steden
- Kamieńsk
- Przedbórz
- Radomsko

Stadsdistricten:
Łódź · Piotrków Trybunalski · Skierniewice

Districten:
Bełchatów · Brzeziny · Kutno · Łask · Łęczyca · Łowicz · Łódź Oost · Opoczno · Pabianice · Pajęczno · Piotrków · Poddębice · Radomsko · Rawa · Sieradz · Skierniewice · Tomaszów Mazowiecki · Wieluń · Wieruszów · Zduńska Wola · Zgierz